# モザイク四重奏団
モザイク四重奏団（モザイクしじゅうそうだん、ドイツ語: Quatuor Mosaïques）は、1985年にウィーン・コンツェントゥス・ムジクスの団員によって結成された弦楽四重奏団で、ピリオド楽器を用いるカルテットの代表格である。

## メンバー
- Erich Höbarth,ヴァイオリン
- Andrea Bischof,ヴァイオリン
- Anita Mitterer,ヴィオラ
- Christophe Coin,チェロ